# Международная федерация регбилиг
Международная федерация регбилиг (англ. International Rugby League, IRL; ранее англ. Rugby League International Federation, RLIF) — ведущая международная организация в регби-13 (регбилиг). Федерация создана в 1988 году в австралийском Сиднее, штаб-квартира располагается там и поныне. Председателем федерации является новозеландский спортивный функционер Скотт Картер. Предшественниками RLIF выступили Международный совет регбилиг (англ. International Rugby League Board) и Международный совет супер лиги (англ. Super League International Board).
Организация занимается разработкой правил игры, развитием регбилиг на международном уровне и проведением крупнейших международных соревнований, в том числе чемпионата мира и Кубка четырёх наций.
Две региональные организации — Европейская федерация регбилиг и Тихоокеанская федерация регбилиг — находятся в подчинении RLIF.

## Структура
RLIF управляется высшим органом, включающим десять членов. Представители Новой Зеландии, Англии и Австралии удерживают шесть мест, остальные же распределены между тихоокеанской и европейской федерациями.
Совет собирается от двух до четырёх раз в году.

### Состав совета
| Представитель   | Должность         | Союз           |
| --------------- | ----------------- | -------------- |
| Скотт Картер    | Председатель      | Новая Зеландия |
| Найджел Вуд     | Зам. председателя | Англия         |
| Шейн Меттиск    | Член совета       | Австралия      |
| Джон Нумапо     | Член совета       | Азия/Океания   |
| Грэм Томпсон    | Член совета       | Европа         |
| Джон Бишоп      | Член совета       | Новая Зеландия |
| Пени Мусунамаси | Член совета       | Азия/Океания   |
| Морис Уоткинс   | Член совета       | Англия         |
| Эммануэль Блан  | Член совета       | Европа         |
| Джон Грант      | Член совета       | Австралия      |

## Правила
Организация несёт ответственность за разработку правил игры с момента создания в 1998 году. Прежде данная функция исполнялась федерациями-предшественниками RLIF.
Представители организации периодически (до 4 раз в год) проводят встречи с делегатами от австралийской, французской, новозеландской и английской федераций, на которых происходит обсуждение новых правил или производится пересмотр существующих. Вместе с тем, представители всех ведущих сборных команд имеют право на участие в дискуссиях, касающихся изменения правил.

## Международные соревнования
Организация занимается проведением ряда международных соревнований, главным из которых является чемпионат мира. Первый розыгрыш мирового форума состоялся в 1954 году во Франции, задолго до создания RLIF. Женские чемпионаты мира проводятся с 2000 года. 
Среди других значимых международных состязаний следует отметить Европейский кубок, Средиземноморский кубок, Тихоокеанский кубок, Кубок четырёх наций, Кубок трёх наций, кубок для развивающихся сборных («Эмёрджинг Нейшнс»), а также соревнования среди молодых регбистов. Чемпионат мира среди клубов проводится не RLIF, но Британской федерацией.
Некоторые внутренние соревнования — Национальная регбийная лига (Австралия и Новая Зеландия), Суперлига (Англия и Франция), Кубок вызова (Англия, Франция и Россия), Американская национальная регбийная лига (США), чемпионат России — также проводятся при поддержке RLIF. В целом же европейские турниры контролируются организацией лишь отчасти, так как широкими полномочиями располагает региональная федерация.

### Регулирование
В 2008 году было вновь введено правило о международном статусе спортсменов. Тот или иной игрок может представлять сборную страны, если:
- он был рождён в данной стране;
- его родители или их родители были рождены в этой стране;
- игрок постоянно проживает в данной стране более трёх лет;
- спортсмен выступал за сборную до 1998 года;
- спортсмен представлял данную страну в любом другом виде спорта[2].

В 2009 году правила были ужесточены. Игроки, представлявшие некую сборную на чемпионате мира, больше не могли выступать за другую команду в рамках мировых первенств. Если же игрок был задействован в другой сборной в тестовых матчах или в других соревнованиях, правило не имеет силы.